# Ficus matiziana
Ficus matiziana là một loài thực vật thuộc họ Moraceae. Loài này có ở Brasil, Colombia, Guyana, và Venezuela.